# Ning
Ning（ニング）はSNS（ソーシャル・ネットワーキング・サービス）構築支援のオンラインプラットフォームである。 
Ningは2005年10月にマーク・アンドリーセンとジーナ・ビアンキーニによって創立された。
「Ning」という名称は「平和」 (安寧)を意味する北京語に由来している、とジーナ・ビアンキーニは公式ブログでコメントしたことがある。Ningの発表によると、同サービスを用いて作られたSNSの数は200万で、オープンソーシャル系のプラットフォームでは最大規模の会員数（4000万人）を抱えているとされる。

## 歴史
Ningは2004年に開発を始め、2005年の10月に一般サービスを開始した。Ningは当初ジーナ・ビアンキーニ、マーク・アンドリーセンとエンジェル投資家の出資によって設立された。マーク・アンドリーセンにとってNingはネットスケープとOpswareに次ぐ3社目の創業企業であった。2007年の7月にはNingはUS$4400万ドルをベンチャーキャピタルから調達するのに成功した。2008年の3月には新たに6000万ドルの調達が行われたとの発表があったが、出資者は明らかにされなかった。
2010年のダボス会議にも参加し、ジーナ・ビアンキーニは増大するソーシャルネットワークの影響について、LinkedInの創設者であるリード・ホフマンやマイスペースのCEOであるオーウェン・ヴァン・ナッタ、ツイッターのCEOであるエヴァン・ウィリアムズらと共に登壇した。
2010年の4月15日にCEOであるジェイソン・ローゼンタールは、無料サービスを停止し167名いた従業員のうち98名のみを残し他は解雇されると発表した。
2011年にNingはメディア企業のGlam Mediaに買収されその後正式にMode Media（Glamの後継企業）に買収された。
Mode Mediaは2016年に業務を停止し、Ning部門はニューヨークが拠点のCyndxに売却された。

## 特色
Ningはマイスペースやフェイスブックなどの大手SNSとは異なり、自分で手軽に仲間内だけのソーシャルネットワークサイトを構築できるというのが売りであった。ユーザーはNing Appとよばれるサードパーティのアプリケーションを用いてゲームやEコマースなどの機能を手軽に追加していくことができた。2013年にバージョンアップしたNing 3.0では機能・インターフェイスが更新され、更にカスタマイズ性の高いプラットフォームを実現させた。